# Армия (выставка)

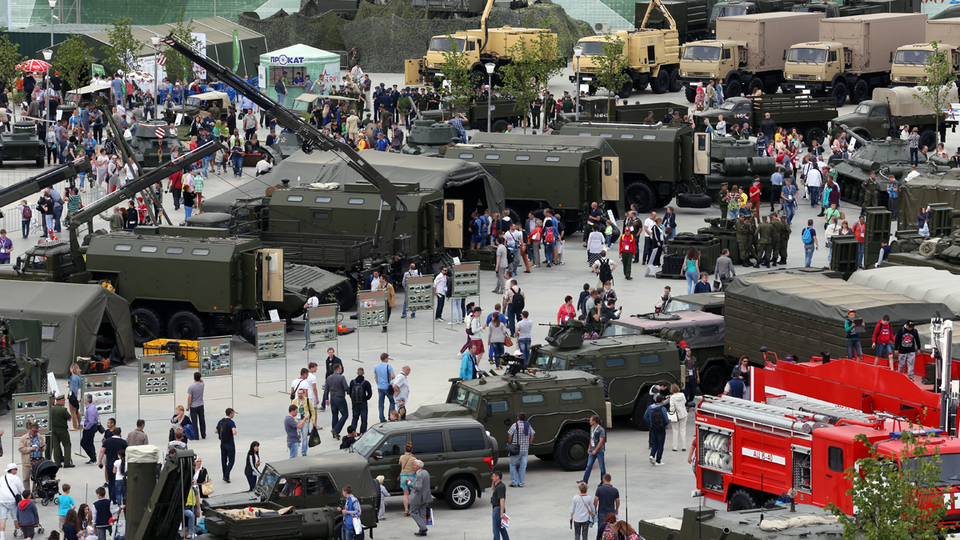
«Армия-2015»

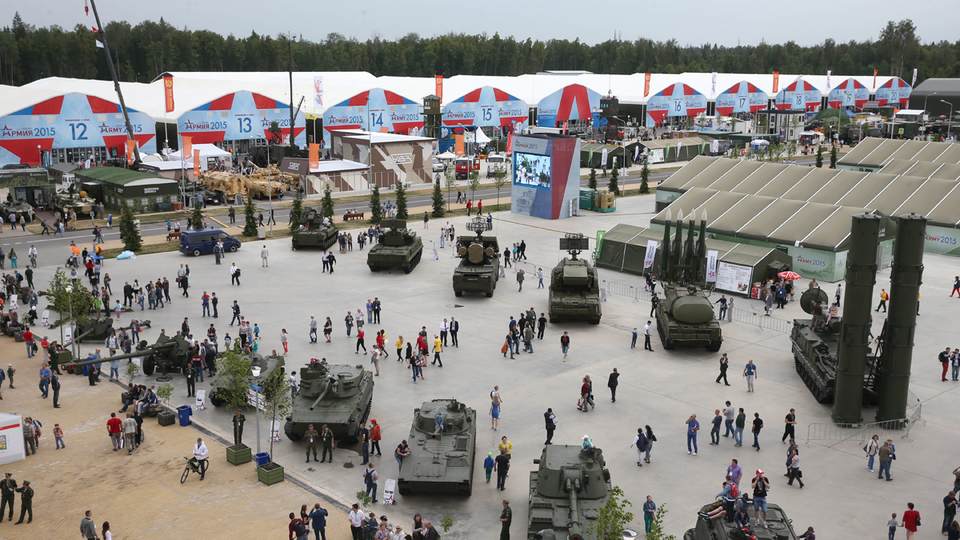
«Армия-2015»

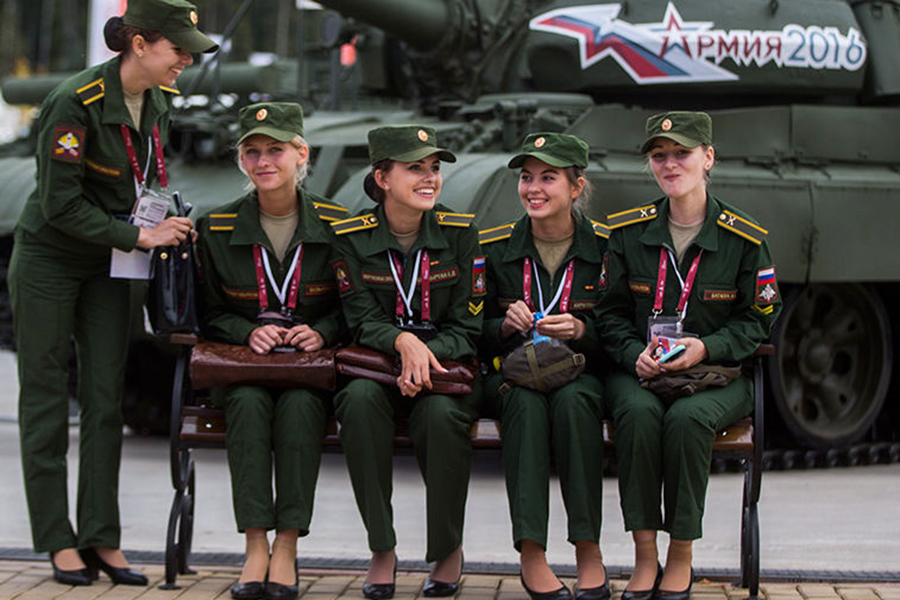
Курсанты (женского пола) второго курса, на выставке «Армия-2016», 2016 год.

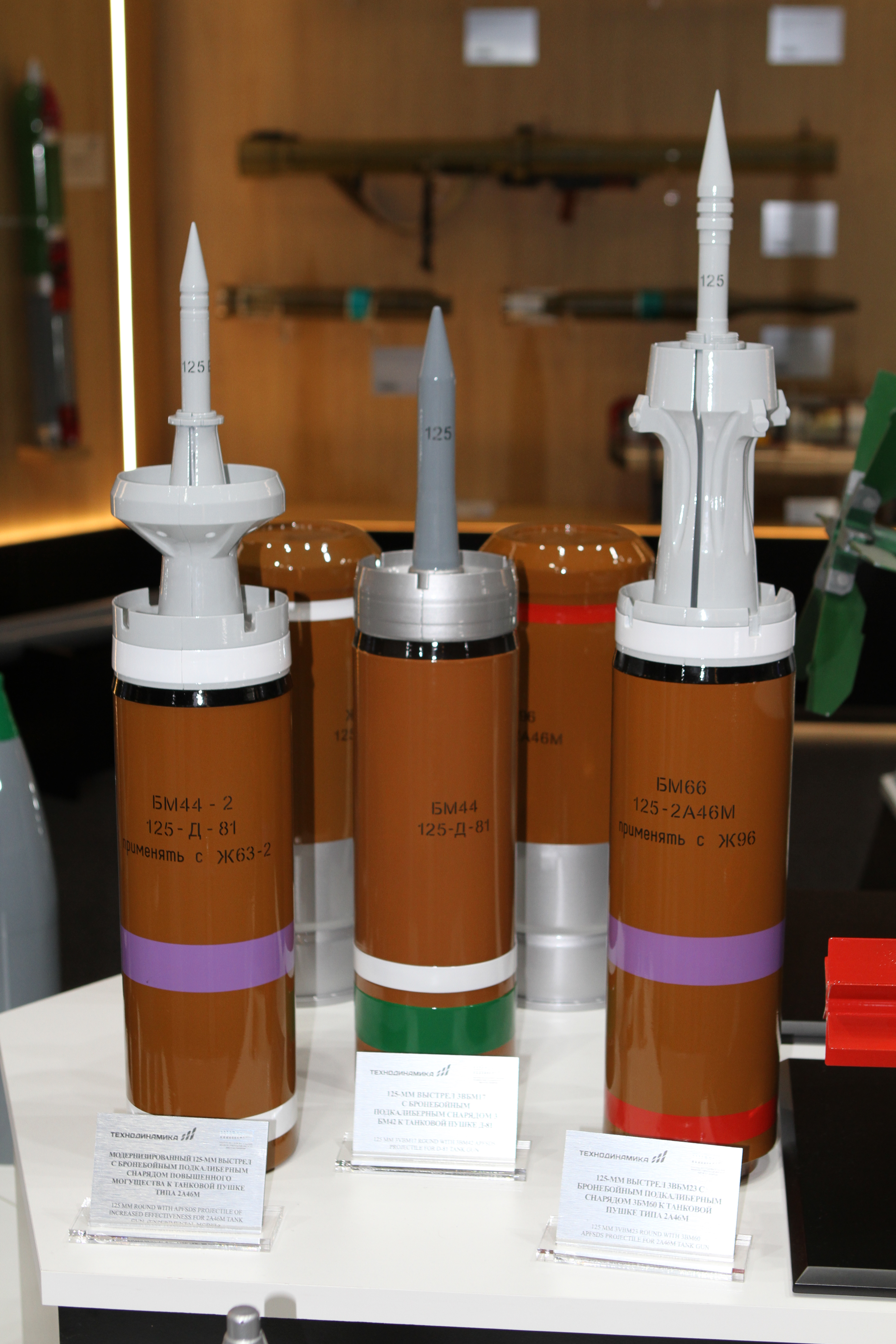
Бронебойные снаряды слева направо: БМ44-2, БМ-44, БМ-66 на выставке «Армия-2021».

Международный военно-технический форум «Армия» — ежегодная выставка вооружения и военной техники, проводимая Министерством обороны Российской Федерации (Минобороны России).
Форум (выставка) «Армия» проводится в России с 2015 года на территории Культурно-выставочного центра (КВЦ) или военно-патриотического парка «Патриот». Первый день проведения является закрытым для посещения и предназначен для специалистов (аналогично прочим подобным мероприятиям).
Помимо основной экспозиции включает в себя специальные проекты — Международную выставку высокопроизводительного оборудования и технологий для перевооружения предприятий Оборонно-промышленного комплекса России (ОПК России) «Интеллектуальные промышленные технологии» и специализированную экспозицию «Инновационный клуб», впервые появившуюся в 2017 году, а также статические и динамические показы военной техники для широкого круга зрителей.
В 2015 году в форуме приняли участие представители 70 иностранных государств, в 2016 — 80 иностранных государств. К 2019 году число иностранных государств-участников форума достигло 120.
Прошедший в 2019 году пятый юбилейный форум «Армия» признали рекордным как по числу и суммам государственных контрактов, так и по числу посетителей, которое за все дни работы форума составило более одного миллиона человек.

## Рабочая программа
Рабочая программа, называемая иначе научно-деловая программа, форума «Армия» традиционно включает международные двусторонние встречи на уровне министров и официальных представителей государств, а также заключение двусторонних контрактов, так или иначе имеющих отношение к оборонной промышленности.
Круглые столы, брифинги и семинары рабочей программы форума проходят на территории КВЦ «Патриот» и на аэродроме Кубинка (ЦПАТ Кубинка, ЦПАТ 238), который сейчас входит в единый комплекс с «Патриотом».
Так, в 2017 году в рамках форума «Армия» прошло более 140 рабочих мероприятий в рамках деловой программы. А в 2022 году Минобороны России отчиталось о подписании ряда контрактов на поставку беспилотников. Согласно данным Минобороны суммарно заключено сделок на 500 млрд рублей.

### Открытое посещение

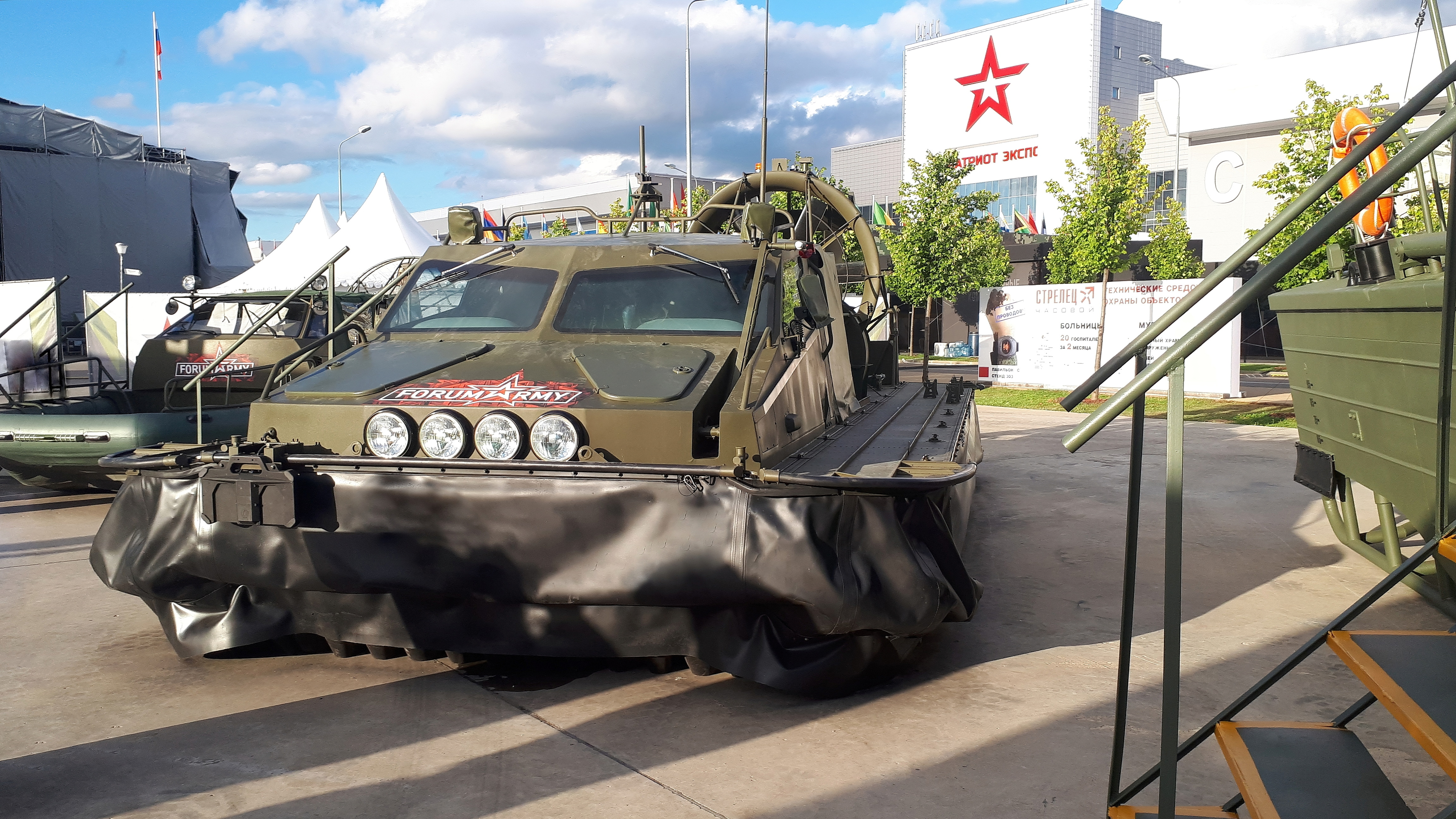
Инженерный разведывательный катер «ИРК».

Для посетителей форум традиционно открыт в три последних дня проведения — пятницу, субботу и воскресенье. Посещение платное, билеты можно приобрести как заранее, так и на месте. В дни открытого посещения проход на форум разрешён как взрослым, так и детям.
Среда и четверг недели проведения форума считаются так называемыми бизнес-днями, в которые форум посещают специалисты, однако билет на эти дни может приобрести на входе любой желающий. Возрастной ценз посетителей форума в бизнес-дни 18+.
Вторник является закрытым днём, в этот день на территории форума работают только иностранные делегации и журналисты, приобретение билетов на посещение форума в этот день невозможно.

### Организация доставки зрителей
Форум «Армия» проводится в Подмосковье на территории военного парка «Патриот» и на ряде других военных полигонов, добраться до которых самостоятельно не всегда возможно. Для посетителей форума организуется специализированный транспорт.
В Москве для доставки зрителей запускаются бесплатные автобусы от ближайших железнодорожных станций, доставка СМИ осуществляется из города транспортом Министерства обороны.
В других регионах также организуются бесплатные автобусы для посетителей, точки их отправления из городов до полигонов проведения форума сообщаются местными СМИ незадолго до очередного форума.
В данный момент[когда?] планируется запуск в работу железнодорожной платформы непосредственно на территории парка «Патриот», до которой во время проведения форума можно будет доехать электричками белорусского направления. В дальнейшем планируется запуск платформы в постоянном режиме работы.

### Работа СМИ на форуме
До 2016 года включительно СМИ не могли работать на территории форума в закрытые дни, начиная с 2017 года представители как российских, так и иностранных СМИ имеют возможность работать на форуме начиная с первого дня проведения при условии получения предварительной аккредитации. Аккредитация для СМИ предоставляется Минобороны России, ими же организуется перемещение сотрудников СМИ по площадкам форума.
Сложности в работе СМИ на форуме
В 2019 году на одной из площадок форума, в частности на аэродроме Кубинка, не было предоставлено выделенных точек съёмки для СМИ, которые предоставлялись в прежние годы, что вызвало негативную реакцию ряда телеканалов и письменных изданий, которые ориентированы в том числе на работу на этой площадке. 
Информации о том, почему была закрыта выделяемая ранее точка съёмки на траве вдоль взлётной полосы, не было предоставлено.

## Демонстрационная программа
Демонстрационная программа выставки традиционно включает в себя показы на аэродроме Кубинка и полигоне Алабино.
На Кубинке демонстрируется главная лётная программа, традиционно выступают пилотажные группы «Стрижи», «Русские витязи» и пилотажная группа на вертолётах «Беркуты»; все эти пилотажные группы сформированы из действующих военных лётчиков, а выступления происходят на серийных модификациях самолётов и вертолётов.
Динамическая программа на полигоне Алабино, главным образом, включает в себя показ наземной техники. Программа имеет определённый сюжет и сценарий, в котором иногда задействуются самолёты и вертолёты. Включение авиационной техники в демонстрационную программу на Алабино связано, в том числе, с тем, что посещение обоих демонстрационных полигонов в один день практически невозможно совместить.

### Выступления пилотажных групп

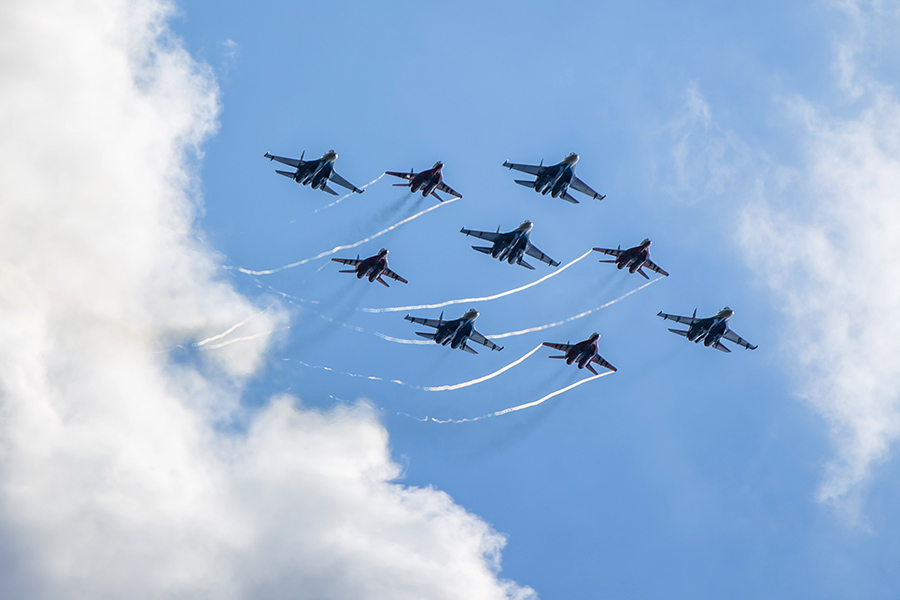
Тренировка экипажей ВКС, задействованных в Международном военно-техническом форуме «Армия-2016».

До 2016 года в динамическую программу форума включались выступления только российских пилотажных групп. Позднее, в 2017 и 2018 годах, в рамках форума выступали и иностранные пилотажные группы. В 2019 году на «Армии» снова выступали только российские пилотажные группы.
Список выступавших пилотажных групп:
- АГВП «Стрижи»
- АГВП «Русские Витязи»
- «Соколы России»
- «Беркуты» (пилотажная группа на вертолётах)
- «Турецкие Звёзды» (2017 год), турецкая пилотажная группа[7]
- «1 августа» (2018 год), китайская пилотажная группа[8]

«Стрижи», «Русские Витязи» и «Беркуты» выступают на форуме «Армия» постоянно, с первого года его проведения. Полётная программа в их исполнении демонстрируется начиная с первого дня проведения форума, но может несколько отличаться в закрытые и открытые дни. Иностранные пилотажные группы начинали свои выступления с бизнес-дней.
Кроме выступления на аэродроме Кубинка, пилотажные группы принимают участие в динамическом показе на полигоне Алабино.

### Танковый балет

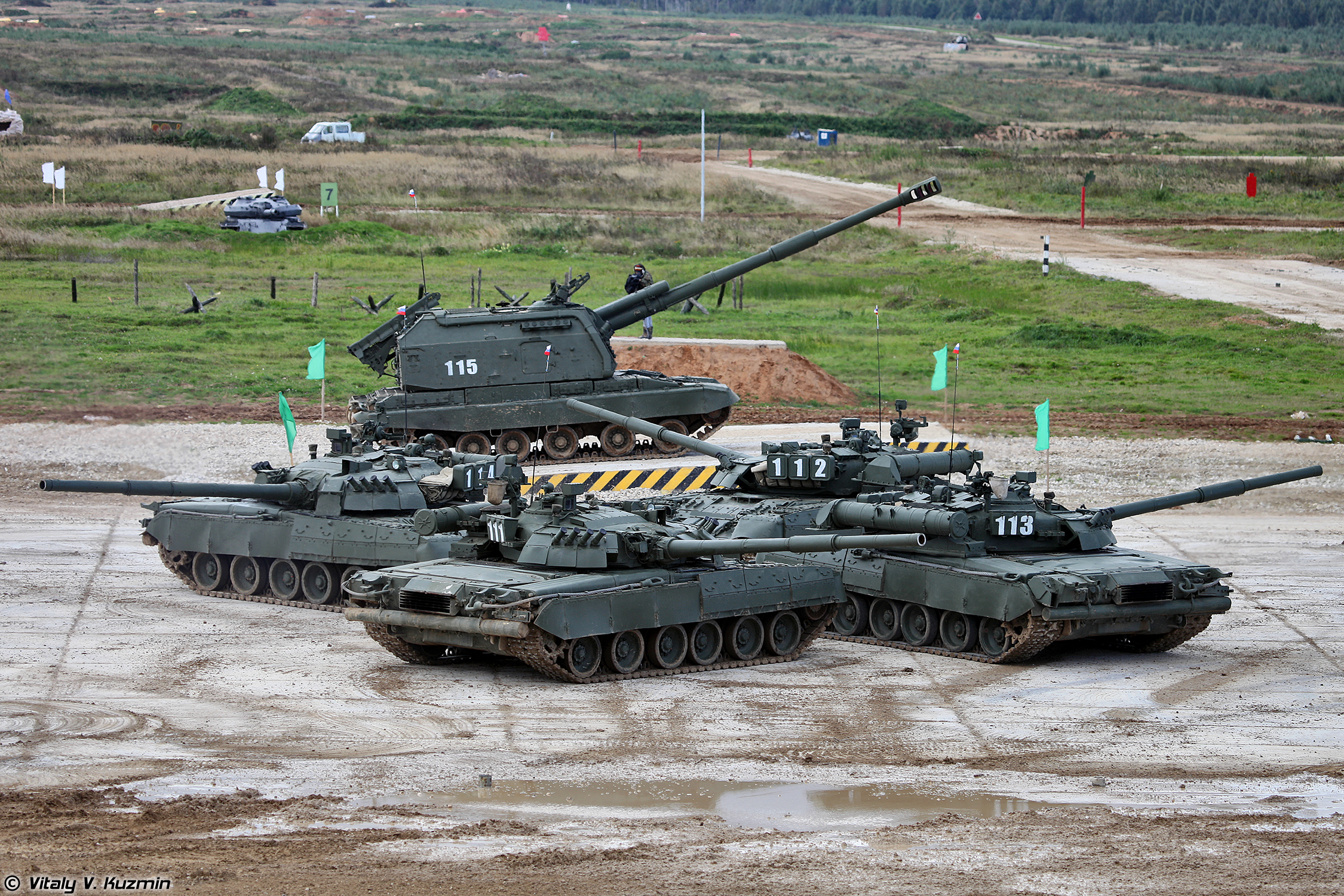
Танковый балет. «Армия-2016».

Одной из изюминок выставки в рамках зрительской программы стал танковый балет, впервые это необычное выступление боевых танковых машин было показано на первом форуме «Армия» в 2015 году, позднее демонстрировался каждый год с некоторыми изменениями в программе.
Танковый балет был создан специально для показа зрителям в рамках форума и показан на нём впервые в истории, он является исключительно демонстрационным элементом, не имеющим практического боевого применения.
В 2017 году танковый балет демонстрировался совместно с синхронным пилотажем вертолётной группы.

### Стрелковый центр
В рамках работы форума «Армия» одной из площадок является многофункциональный огневой центр, посещение которого во время форума является бесплатным для участников и зрителей. В дни проведения рабочей программы форума в стрелковом центре специалисты могут оценить работу с боевыми образцами оружия, а в дни открытого посещения сюда могут приехать обычные зрители, для которых доступна возможность посетить стрелковые галереи со спортивным и лазерным оружием. Тестирование боевых образцов оружия в рамках форума для зрителей невозможно.

## Форум «Армия» в других городах России
С 2018 года форум «Армия» параллельно с работой площадок в парке «Патриот» также проходит в нескольких городах России во всех военных округах.
В 2019 году к таким площадкам относились более 15 городов, в том числе Кронштадт, Екатеринбург, Новосибирск, Ростов-на-Дону и другие города.
Центральной площадкой проведения военно-технического форума «Армия» остаётся парк «Патриот».

## Даты проведения
1. 2015 год — с 16 по 19 июня. Днями открытого посещения были суббота и воскресенье, 18 и 19 июня[16].
2. 2016 год — с 6 по 11 сентября[17]. Дни рабочего посещения 7 и 8 сентября, открытое посещение было возможно с 9 по 11 сентября[18].
3. 2017 год — с 22 по 27 августа. Дни рабочего посещения 24 и 24 августа, дни открытого посещения с 25 по 27 августа[19].
4. 2018 год — с 21 по 26 августа. Рабочее посещение 22 и 23 августа, с 24 по 26 августа дни открытого посещения[20].
5. 2019 год — с 25 по 30 июня. Рабочее посещение 26 и 27 июня, с 28 по 30 июня дни открытого посещения[3].
6. 2020 год — с 23 по 29 августа. Рабочее посещение 23—26 августа, с 27 по 29 августа дни открытого посещения[21]. 24 августа в рамках форума прошла видеопрезентация новинок ОПК «АрмияОнлайн»[22][23].
7. 2021 год — с 22 по 28 августа. Рабочее посещение: 24-25 августа. С 26 по 28 августа — дни открытого посещения[24].
8. 2022 год — с 15 по 21 августа. Рабочее посещение: 15-18 августа. С 19 по 21 августа — дни открытого посещения[25].
9. 2023 — с 14 августа

## Итоги

### 2022 год
По информации Минобороны России, Форум посетило около 2 млн человек. Проведено 40 мероприятий научно-деловой с участием почти 22 тыс. экспертов. С предприятиями ОПК России было заключено 36 контрактов на общую сумму превышающую 525 млрд рублей.  На нем присутствовали военные делегации из 85 государств, представлено  более 28,5 тыс. образцов продукции военного и двойного назначения.

### 2023 год
В течение Форума Минобороны России подписало контрактов с предприятиями ОПК на сумму более чем 400 млрд рублей.  В результате в войска будут переданы более 2,5 тыс. образцов вооружения и специальной техники, а также более 1,8 млн единиц средств поражения.
Мероприятия форума «Армия-2023» посетили 1 млн 93 тыс. 285 человек. Российские и иностранные компании представили свыше 28 тыс. образцов продукции двойного и военного назначения. Среди участников форума были делегации министерств обороны 83 государств. Национальные экспозиции представили Белоруссия, Вьетнам, Индия, Иран, Китай, Пакистан.

## Происшествия
17.08.2021 при перелёте из Жуковского в Кубинку разбился опытный экземпляр легкого военно-транспортного самолета Ил-112В. Экипаж под командой заслуженного летчика-испытателя Н. Д. Куимова погиб.